# Andrena colonialis
Andrena colonialis là một loài Hymenoptera trong họ Andrenidae. Loài này được Morawitz mô tả khoa học năm 1886.